# Црква Успења Пресвете Богородице у Брчком
Саборни храм Успења Пресвете Богородице у Брчком, насељеном месту у саставу дистрикта Брчко, припада Епархији зворничко–тузланској Српске православне цркве.

## Историјат
Прва црква брвнара у Брчком се налазила преко пута садашње и била је посвећена Светом великомученику Георгију, према предању је постојала до 1834. године. Године 1874. је саграђен нови храм од чврстог материјала, садржао је многобројне вредне свете предмете од којих су највредније биле иконе на иконостасу сликара Паје Јовановића. Године 1941. је запаљен, а наредног пролећа је по наредби Немца Либмана у потпуности миниран и срушен. Повеља овог храма је сачувана и положена у његове темеље, а на месту храма се налази споменик који сведочи о његовом постојању.
Градња цркве Успења Пресвете Богородице у Брчком је почела 1968. године, а темеље је 13. јула освештао архијерејски намјесник брчански прото Ристо Јовановић из Обудовца. Новоизграђену цркву је 29. септембра 1971. године освештао епископ зворничко-тузлански Лонгин Томић. Данашњи храм је оштећен у рату гранатама које је испалила хрватско–муслиманска војска, а након њега је генерално обновљен и дограђиван. Олтар је проширен и дозидан предулазни тријем 2002. године. Иконостас од славонског храста је израдио 1971. године Милић Урошевић из Београда, иконе на иконостасу је осликао протођакон Марко Илић, а храм Драган Бјелогрлић из Новог Сада 1982. године.